# Zbysław Zając
Zbysław Zając (ur. 9 września 1933 w Rożnach, zm. 7 stycznia 1985 w Szczecinie) – polski kolarz torowy, olimpijczyk z Tokio 1964.
Specjalizował się w sprincie. Zawodnik szczecińskich klubów: Czarni (lata 1952-1954, 1958-1960) i Ogniwa (lata 1961-1965). W latach 1958–1960 podczas odbywania służby wojskowej zawodnik Legii Warszawa. Jeden z najlepszych torowców w historii polskiego kolarstwa (na liście najlepszych torowców z lat 1921-1986 zajmuje 10. miejsce).
Wielokrotny medalista mistrzostw Polski:
- złoty
  - w sprincie w latach 1957, 1959–1961, 1963–1965
  - w tandemach w latach 1963–1964,
  - w drużynowym wyścigu na 4 km na dochodzenie w roku 1954
- srebrny
  - w sprincie w latach 1955–1956, 1958, 1962
- brązowy
  - w wyścigu na 1 km w latach 1958, 1960, 1962

Uczestnik mistrzostw świata w latach
1955, 1956, 1958, 1959, 1960, 1961, 1962, 1963, 1964, 1965, jednak bez większych sukcesów.
Na igrzyskach olimpijskich w 1964 roku wystartował w sprincie zajmując 5. miejsce.
Po zakończeniu kariery sportowej podjął pracę trenera. Był trenerem kadry narodowej torowców. 
W 1972 został odznaczony Krzyżem Kawalerskim Orderu Odrodzenia Polski.
Pochowany został na kwaterze 92a na cmentarzu Centralnym w Szczecinie. Tor kolarski w Szczecinie nosi imię Zbysława Zająca. 